# Sclerophrys perreti
Espèce
Synonymes
- Bufo perreti Schiøtz, 1963
- Amietophrynus perreti (Schiøtz, 1963)

Statut de conservation UICN

 CR  : 
En danger critique
Sclerophrys perreti est une espèce d'amphibiens de la famille des Bufonidae.

## Répartition
Cette espèce est endémique des collines d'Idanre dans l'État d'Ondo dans le Sud-Ouest du Nigeria. Elle est très susceptible de se rencontrer dans d'autres habitats similaires dans le Sud-Ouest du Nigeria.

## Étymologie
Cette espèce est nommée en l'honneur de Jean-Luc Perret.

## Publication originale
- Schiøtz, 1963 : The amphibians of Nigeria. Videnskabelige Meddelelser fra Dansk Naturhistorisk Forening, vol. 125, p. 1–92.